# Eugénio Salessu
 Eugénio Salessu (* 27. August 1923 in Nunda, Provinz Huambo, Angola; † 20. Januar 2011 in Huambo) war ein angolanischer Geistlicher und römisch-katholischer Bischof von Malanje. 

## Leben
Eugénio Salessu empfing nach seinem Studium am Diözesanseminar am 14. Juli 1957 die Priesterweihe. Er war Rektor des Christus-König-Seminars der Provinz Huambo und Generalvikar der Erzdiözese Huambo.
Papst Paul VI. ernannte ihn am 3. Februar 1977 zum Bischof von Malanje. Die Bischofsweihe spendete ihm Erzbischof Giovanni De Andrea, Apostolischer Delegat in Angola, am 6. März 1977; Mitkonsekratoren waren Eduardo André Muaca, Erzbischof von Luanda, und Manuel Franklin da Costa, Erzbischof von Huambo. 
Am 27. August 1998 gab Papst Johannes Paul II. seinem Ruhestandsgesuch statt. 
Er verstarb nach längerer Krankheit im Krankenhaus von Huambo und wurde am 25. Januar 2011 auf dem Cemitério Histórico da Missão in Kuando bestattet.